# Jackie Blanchflower
John "Jackie" Blanchflower (Belfast, 1933. március 7. – Manchester, 1998. szeptember 2.) északír válogatott labdarúgó, hátvéd. A Manchester United színeiben közel 117 tétmérkőzésen lépett pályára és két bajnoki címet ünnepelhetett.
A müncheni légikatasztrófát ugyan túlélte, kar-, vese- és medencesérülései olyan súlyosak voltak, hogy 1959-ben orvosi tanácsra felhagyott a futballal. 1998-ban Manchesterben hunyt el.
Testvére, Danny Blanchflower az 1960-as években a Tottenham Hotspur csapatkapitánya volt.

## Pályafutása

### Manchester United
Jackie Blanchflower először 1951. november 24-én lépett pályára a csapat színeiben a Liverpool elleni bajnoki az Anfield Roadon. Az 1953-1954-es idénytől kezdve lett stabil csapattag, ebben az idényben 27 bajnokin lépett pályára. (Összesen 42 tétmérkőzésen, melyeken 13 gólt szerzett.) A csapattársai által csak "Twiggy"-nek becézett Blanchflower két bajnoki címet nyert a United játékosaként. Híres volt sokoldalúságáról, és ezt Matt Busby észre is vette, így szorítva helyet az időközben berobbanó Duncan Edwardsnak, míg Blanchflower Mark Jones párja lett a védelem közepén. Az 1957-es FA-kupa döntőben gólt szerzett, azonban így is elveszítették a találkozót, amit az Aston Villa nyert meg 2-1-re. Pályára lépett a csapat első BEK-mérkőzésein is. Pályafutása során összesen 27 gólt szerzett a Manchester United színeiben.

### Müncheni légikatasztrófa
1958. február 6-án a United csapata Belgrádból utazott hazafelé a Bajnokcsapatok Európa-kupája negyeddöntőjének visszavágójáról, mikor tankolás céljából leszálltak a müncheni reptéren. A harmadik felszállási kísérlet tragédiába torkollott, ami 23 ember életét követelte, köztük nyolc labdarúgóét. Blanchflower súlyos vesemedence- és lábtöréseket szenvedett, jobb karját pedig majdnem elvesztette, de túlélte a szerencsétlenséget. Két hónapig volt kórházban, az első napokban már az utolsó kenetet is feladták neki, azonban végül állapota stabilizálódott. Megpróbált visszatérni a pályára, de teljesen sohasem épült fel és orvosi tanácsra felhagyott a futballal. Mindössze 24 éves volt ekkor, a Manchester Unitedben több mint száz tétmérkőzést játszott és három bajnoki címet nyert, míg az északír válogatottban 12 alkalommal jutott szóhoz.

## Magánélete
A következő években kapcsolata mind a labdarúgástól, mind pedig a Unitedtől elhidegült, köszönhetően többek közt annak, hogy miután visszavonult, el kellett hagynia azt az albérletet melyet a klub bérelt neki és feleségének. 2000-ben David Conn újságíró így írt erről a The Independentbenː
"Ez a történet elég világos volt, mint ahogy az is, hogy elhagyja mind a klubot, mint az albérletet" mondta Jean, Jackie felesége. "A United nagyon rideg, nagyon kemény volt a baleset után." 1959 januárjában Blanchflower munkanélkülivé vált. Louis Edwards felajánlott neki egy állást a húsüzemben, hogy rakodja a tehergépjárműveket, de ő ezt elutasította, dolgozott több munkahelyen is, mígnem később mérkőzéseken volt szpíker.
Végül folytatta tanulmányait és könyvelőként helyezkedett el. 1998. szeptember 2-án rákbetegségben hunyt el 65 évesen. Két héttel halála előtt részt vett a müncheni katasztrófa áldozatainak emlékére rendezett mérkőzésen. Három gyermeke született, John (sz. 1961), Helen (sz 1964) és Andrew (sz 1966), felesége 2002-ben hunyt el. Bátyja, Danny 1993 decemberében halt meg.

## Sikerei, díjai
Manchester United
- Angol bajnok (3): 1951–52, 1955–56, 1956–57